# FIBA European Champions Cup 1962-1963
La Coppa dei Campioni 1962-1963 di pallacanestro venne vinta dai sovietici del CSKA Mosca sugli spagnoli del Real Madrid, usciti sconfitti in finale per il secondo anno consecutivo, ma solo dopo una terza decisiva gara giocata a Mosca.
Fu il sesto successo, in altrettante edizioni per le squadre dell'Unione Sovietica.

## Turno di qualificazione
| Team #1                | Agg.      | Team #2               | Andata | Ritorno |
| ---------------------- | --------- | --------------------- | ------ | ------- |
| Landlust Amsterdam     | 124 - 166 | Wisła Cracovia        | 67-76  | 57-90   |
| Darüssafaka Istanbul   | 147 - 149 | Honvéd                | 67-76  | 80-73   |
| ASK Vorwärts Halle     | 91 - 152  | CSKA Mosca            | 51-82  | 40-70   |
| Celtic Belfast         | 75 - 216  | Alsace Bagnolet       | 44-101 | 31-115  |
| Maccabi Tel Aviv       | 118 - 131 | AŠK Olimpija          | 46-60  | 72-71   |
| Stade Francais Ginevra | 104 - 133 | Alemannia Aquisgrana  | 45-60  | 59-73   |
| AS Casablanca          | 60 - 110  | Simmenthal Milano     | 60-110 | -       |
| Benfica Lisbona        | 108 - 207 | Real Madrid           | 61-97  | 47-110  |
| Söder Stoccolma        | 125 - 145 | Kisa-Toverit Helsinki | 59-73  | 66-72   |
| Antwerpse              | 131 - 169 | Spartak Brno          | 74-81  | 57-88   |
| SISU Copenhagen        | 98 - 134  | Etzella Ettelbruck    | 55-72  | 43-62   |

## Ottavi di finale
| Team #1               | Agg.      | Team #2           | Andata | Ritorno |
| --------------------- | --------- | ----------------- | ------ | ------- |
| Levski Sofia          | 104 - 177 | CSKA Mosca        | 55-83  | 49-94   |
| Honvéd                | 137 - 126 | Steaua Bucureşti  | 74-73  | 63-53   |
| Alsace Bagnolet       | 174 - 189 | AŠK Olimpija      | 80-61  | 94-128  |
| Alemannia Aquisgrana  | 120 - 145 | Simmenthal Milano | 67-69  | 53-76   |
| Panathinaikos Atene   | 133 - 187 | Real Madrid       | 73-97  | 60-90   |
| Kisa-Toverit Helsinki | 142 - 172 | Spartak Brno      | 83-87  | 59-85   |
| Etzella Ettelbruck    | 105 - 198 | Wisła Cracovia    | 52-83  | 53-115  |

## Quarti di finale
| Team #1        | Agg.      | Team #2           | Andata | Ritorno |
| -------------- | --------- | ----------------- | ------ | ------- |
| AŠK Olimpija   | 158 - 162 | Spartak Brno      | 86-83  | 72-79   |
| Honvéd         | 170 - 170 | Real Madrid       | 101-96 | 69-74   |
| Dinamo Tbilisi | 139 - 138 | Simmenthal Milano | 65-70  | 74-68   |
| Wisła Cracovia | 122 - 152 | CSKA Mosca        | 75-72  | 47-80   |

## Semifinali
| Team #1        | Agg.      | Team #2     | Andata | Ritorno |
| -------------- | --------- | ----------- | ------ | ------- |
| Spartak Brno   | 146 - 150 | Real Madrid | 79-60  | 67-90   |
| Dinamo Tbilisi | 137 - 155 | CSKA Mosca  | 59-76  | 78-79   |

## Finale
| Team #1     | Agg.       | Team #2    | Andata | Ritorno |
| ----------- | ---------- | ---------- | ------ | ------- |
| Real Madrid | 160 - 160* | CSKA Mosca | 86-69  | 74-91   |

### Finale: terza gara
| Team #1    | Ris.    | Team #2     |
| ---------- | ------- | ----------- |
| CSKA Mosca | 99 - 80 | Real Madrid |

| Coppa dei Campioni 1962-1963 |
| ---------------------------- |
| CSKA Mosca 2º titolo         |

## Formazione vincitrice
| N° | Naz.                        | Ruolo | Sportivo           |  | Alt. |  |
| -- | --------------------------- | ----- | ------------------ |  | ---- |  |
|    | Unione Sovietica (bandiera) | P     | Armenak Alačačjan  |  |      |  |
|    | Unione Sovietica (bandiera) | P     | Aleksandr Travin   |  |      |  |
|    | Unione Sovietica (bandiera) | P     | Anatoli Astakhov   |  |      |  |
|    | Unione Sovietica (bandiera) | P     | Viacheslav Khrinin |  |      |  |
|    | Unione Sovietica (bandiera) | A     | Gennadij Vol'nov   |  |      |  |
|    | Unione Sovietica (bandiera) | A     | Jurij Korneev      |  |      |  |
|    | Unione Sovietica (bandiera) | P     | Aleksandr Kul'kov  |  |      |  |
|    | Unione Sovietica (bandiera) | A     | Michail Semënov    |  |      |  |
|    | Unione Sovietica (bandiera) | C     | Aleksandr Petrov   |  |      |  |
|    | Unione Sovietica (bandiera) | C     | Jaak Lipso         |  |      |  |
|    | Unione Sovietica (bandiera) | C     | Viktor Zubkov      |  |      |  |
|    | Unione Sovietica (bandiera) | C     | Arkadij Bočkarëv   |  |      |  |
|    | Unione Sovietica (bandiera) | All.  | Evgenij Alekseev   |  |      |  |